# Linia (Ciad)
Linia è un comune del Ciad situato nel dipartimento di Dourbali, provincia di Chari-Baguirmi